# Haffouz
Ne doit pas être confondu avec Ouled Haffouz.
Pour l’article homonyme, voir Haffouz (délégation).
Haffouz (arabe : حفوز) est une ville du centre de la Tunisie située à quarante kilomètres à l'ouest de Kairouan.
Rattachée au gouvernorat de Kairouan, elle constitue une municipalité comptant 8 429 habitants en 2001. Elle est par ailleurs le chef-lieu d'une délégation. Outre la ville, cette dernière rassemble les villages de Khit El Oued, Oued El Jebbès, El Aïn El Beïdha, Aïn Zaïna, El Houfia, Chrichira — où se trouve une réserve naturelle — Traza, Ouled Khalfallah et Etthamed.
À 300 mètres d'altitude, Haffouz est entourée des alignements montagneux du djebel Ousselat (au nord) et du djebel Trozza (au sud), tous deux appartenant à la dorsale tunisienne.
Sous le protectorat français, la ville prend le nom de Pichon par une ordonnance du 17 mai 1902, en référence au résident général Stephen Pichon, qui visite la région en 1904 et décide la suppression d'un impôt sur l'huile d'olive. Du fait de la prononciation en arabe tunisien, Pichon devient peu à peu Bichoun. Après l'indépendance, la ville est rebaptisée Haffouz par une ordonnance du 21 juin 1956 en hommage à Tahar et Ali Haffouz, martyrs du mouvement national assassinés par La Main rouge.
Haffouz est au centre d'une région agricole qui bénéficie de l'apport d'eau du barrage d'El Haouareb et permet une arboriculture d'oliviers et d'amandiers. Elle forme la moitié du bassin versant de l'oued Merguellil.